# Njiva Rakotoharimalala
Njiva Tsilavina Martin Rakotoharimalala (* 6. August 1992 in Antananarivo) ist ein madagassischer Fußballspieler.

## Karriere

### Verein
2011 spielte Rakotoharimalala in seiner Heimat Madagaskar bei CNaPS Sport, einem Verein, der in Miarinarivo beheimatet ist. Von 2012 bis 2017 sind keine Vereine bekannt. 2018 unterschrieb er einen Vertrag beim thailändischen Erstligisten Ratchaburi Mitr Phol. Hier wurde er im gleichen Jahr an den Ligakonkurrenten Sukhothai FC ausgeliehen. In 28 Spielen schoss er elf Tore. 2019 ging er in die thailändische zweite Liga, der Thai League 2, um für Samut Sakhon FC zu spielen. Nach der Hinserie verließ er den Verein im Juli und wechselte nach Frankreich zu FC Fleury 91. Der Verein spielt in der vierten Liga, der Championnat National 2. Nach einem Jahr kehrte er nach Thailand zurück. In Nong Bua Lamphu unterschrieb er einen Vertrag beim Zweitligisten Nongbua Pitchaya FC. Für Nongbua spielte er 2020 zehnmal in der zweiten Liga und schoss dabei sieben Tore. Am 1. Januar 2021 kehrte er in seine Heimat zurück. Hier schloss er sich dem Erstligisten Fosa Juniors FC in Mahajanga an. Hier stand er bis Juli 2022 unter Vertrag. Im August 2022 zog es ihn nach Saudi-Arabien, wo er sich bis Juli 2023 dem Zweitligisten Al Jandal SC in der Provinz al-Dschauf anschloss. Der thailändische Erstligist Ratchaburi FC verpflichtete ihn im August 2023. In der Saison 2023/24 bestritt er 13 Ligaspiele. Hierbei erzielte er neun Tore. Nach einer schweren Verletzung kam er in der Hinrunde der Saison 2024/25 nicht zum Einsatz. Im Januar 2025 kehrte er in das Team zurück.

### Nationalmannschaft
Seit 2015 spielt er in der Nationalmannschaft von Madagaskar. Bisher stand er 26 Mal auf dem Feld und schoss dabei acht Tore.
Sein Debüt in der Nationalmannschaft gab er am 30. Mai 2015 in der Afrika-Cup-Qualifikation gegen Uganda.